# Herminio Miranda
Herminio Antonio Miranda Ovelar (Itá, Paraguay; 7 de mayo de 1985) es un futbolista paraguayo juega de 
defensa y su equipo actual es el Pte. Hayes de la Tercera División de Paraguay.
Fue finalista de la Copa Libertadores 2013 con Olimpia.

## Clubes
| Club                   | País     | Año         |
| ---------------------- | -------- | ----------- |
| General Caballero      | Paraguay | 2005        |
| 2 de Mayo              | Paraguay | 2006 - 2007 |
| Huachipato             | Chile    | 2007 - 2008 |
| Nacional               | Paraguay | 2008 - 2012 |
| Puebla                 | México   | 2012        |
| Olimpia                | Paraguay | 2013        |
| Correcaminos de la UAT | México   | 2014        |
| Olimpia                | Paraguay | 2015        |
| Nacional               | Paraguay | 2016 - 2017 |
| Deportivo Santaní      | Paraguay | 2018        |
| Club River Plate       | Paraguay | 2019        |
| Pte. Hayes             | Paraguay | 2021        |

 Actualmente Juega en la Segunda división del Fútbol Paraguayo en el Club Capitán Figari de la Ciudad de Lambaré. 2023

### Participaciones en Copas nacionales
| Copa               | País     | Resultado     | Partidos | Goles |
| ------------------ | -------- | ------------- | -------- | ----- |
| Copa Paraguay 2018 | Paraguay | Por confirmar | 5        | 8     |

## Palmarés

### Títulos nacionales
| Título          | Club     | País     | Año  |
| --------------- | -------- | -------- | ---- |
| Torneo Clausura | Nacional | Paraguay | 2009 |
| Torneo Apertura | Nacional | Paraguay | 2011 |
| Torneo Clausura | Olimpia  | Paraguay | 2015 |